# 14267 Zook
14267 Zook este un asteroid din centura principală de asteroizi.

## Descriere
14267 Zook este un asteroid din centura principală de asteroizi. A fost descoperit pe 6 ianuarie 2000 la Stația Anderson Mesa în cadrul programului LONEOS. El prezintă o orbită caracterizată de o semiaxă mare de 2,34 ua, o excentricitate de 0,25 și o înclinație de 3,7° în raport cu ecliptica.